# 朔州市
朔州市，简称朔，是中华人民共和国山西省下辖的地级市，位于山西省西北部。市境东界大同市，南连忻州市，西北达内蒙古自治区呼和浩特市、乌兰察布市。地处黄土高原东北部，大同盆地西南部，北、西、南三面皆环山，西北为洪涛山，西南为管涔山，东南为恒山，中部和东部为桑干河平原。桑干河及其支流恢河自西向东流经境内，属海河水系，西北有属黄河水系的苍头河，市人民政府驻朔城区市府西街1号。朔州是以煤电为主导的能源城市，也是北方重要的奶牛基地和陶瓷生产基地。

## 历史

### 史前时期
峙峪、边耀、鹅毛口等古遗址表明，距今约28000年前朔州就有了古人类的活动。

### 先秦至秦汉
春秋以前，这里为少数民族北狄所居，战国时归入赵国版图。秦始皇三十二年（前215年）边帅蒙恬在此筑城名马邑，置马邑县，归雁门郡管辖。西汉时置马邑县（今朔城区）、中陵县（今平鲁区）、剧阳县（今应县）、阴馆县（今朔城区东南）、汪陶县（今山阴县）、埒县（今朔城区南）、楼烦县（今朔城区西南）、善无县（今右玉县），归雁门郡管辖。东汉末年县废。

### 两晋至隋唐
西晋时将雁门关以北各县民撤往关南，地归代王拓跋猗卢。北魏时属畿内地，置桑乾郡、繁峙郡、马邑郡。北齐天保六年（555年），将治从盛乐（今内蒙古和林格尔县）迁到马邑西南；天保八年改马邑县为招远县，为朔州治。北周升朔州为总管府。隋时改为马邑郡，辖鄯阳縣（又稱开阳，今朔城区南部）、神武（今山阴、应县境）。唐武德四年（621年）改马邑为朔州；天宝八年（742年）又改朔州为马邑郡。

### 五代到元朝
五代十国、辽、金、元皆称鄯阳县，后唐清泰三年（936年），石敬瑭将朔州、寰州、应州割让给契丹，朔州入辽。宋为朔宁府治，金、元皆为朔州治。

### 明清时期

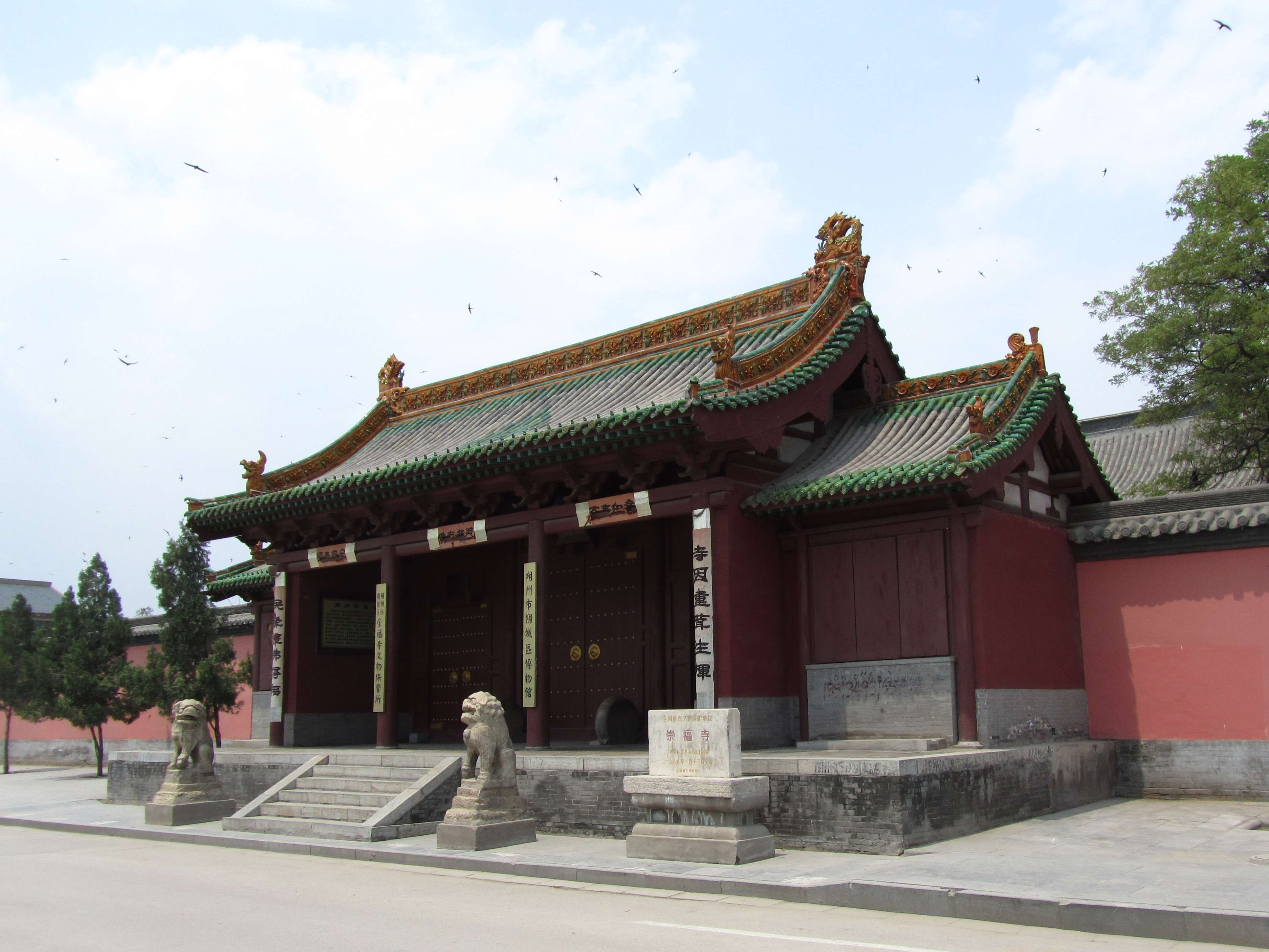
始建于唐朝的崇福寺

明洪武二年，鄯阳县并入朔州，属大同府，嘉靖中为冀北道驻地。清仍为朔州，雍正三年（1725年）改属朔平府。

### 现代
1912年（民國元年）改朔州为朔县，隶雁门道。后雁门撤道，直隶山西省。
1946年朔县被中国共产党攻取，归察哈尔省，1952年察哈尔省撤消，重归山西省。1989年1月5日正式设市。下辖朔城区（原朔县）、平鲁区（原平鲁县）和山阴县。1993年7月原雁北地区撤消，其所辖的应县、右玉县和怀仁县划归朔州市。

## 地理
朔州市地形以山地、丘陵为主，占到总面积的60％以上。境内海拔在1600米以上的山峰就有140多座。最高海拔位于山阴县东南部的翠薇山，主峰馒头山海拔2426米；河流分布较广，主要河流共29条，基本分属海河流域和黄河流域。

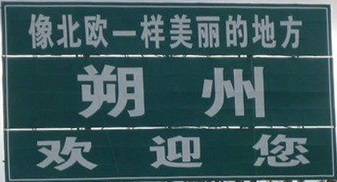
朔州市用“像北欧一样美丽的地方”作城市宣传。图为大同至运城高速公路上朔州出口附近的标牌

### 资源
矿产以煤为主，兼铁、石灰石、粘土、铝矾土、高岭土、石墨、云母、明矾、石英、锰等等。

### 气候
朔州市属典型的大陆性温带季风气候。冬季低温干燥，冬长夏短，多风少雨，日照长，降水集中，年平均气温6.4摄氏度，平均降水量428毫米，无霜期120天左右。
| 1981–2010年间朔州市的平均气象数据 | 1981–2010年间朔州市的平均气象数据 | 1981–2010年间朔州市的平均气象数据 | 1981–2010年间朔州市的平均气象数据 | 1981–2010年间朔州市的平均气象数据 | 1981–2010年间朔州市的平均气象数据 | 1981–2010年间朔州市的平均气象数据 | 1981–2010年间朔州市的平均气象数据 | 1981–2010年间朔州市的平均气象数据 | 1981–2010年间朔州市的平均气象数据 | 1981–2010年间朔州市的平均气象数据 | 1981–2010年间朔州市的平均气象数据 | 1981–2010年间朔州市的平均气象数据 | 1981–2010年间朔州市的平均气象数据 |
| 月份                              | 1月                               | 2月                               | 3月                               | 4月                               | 5月                               | 6月                               | 7月                               | 8月                               | 9月                               | 10月                              | 11月                              | 12月                              | 全年                              |
| --------------------------------- | --------------------------------- | --------------------------------- | --------------------------------- | --------------------------------- | --------------------------------- | --------------------------------- | --------------------------------- | --------------------------------- | --------------------------------- | --------------------------------- | --------------------------------- | --------------------------------- | --------------------------------- |
| 平均高温 °C（°F）                 | −1.4 (29.5)                       | 2.8 (37.0)                        | 9.1 (48.4)                        | 17.7 (63.9)                       | 23.7 (74.7)                       | 27.4 (81.3)                       | 28.2 (82.8)                       | 26.4 (79.5)                       | 22.5 (72.5)                       | 15.9 (60.6)                       | 7.4 (45.3)                        | 0.4 (32.7)                        | 15.0 (59.0)                       |
| 日均气温 °C（°F）                 | −9.8 (14.4)                       | −5.7 (21.7)                       | 1.3 (34.3)                        | 9.8 (49.6)                        | 16.6 (61.9)                       | 20.5 (68.9)                       | 21.9 (71.4)                       | 19.8 (67.6)                       | 14.7 (58.5)                       | 8.0 (46.4)                        | −0.6 (30.9)                       | −7.5 (18.5)                       | 7.4 (45.3)                        |
| 平均低温 °C（°F）                 | −16.8 (1.8)                       | −12.9 (8.8)                       | −5.9 (21.4)                       | 1.7 (35.1)                        | 8.4 (47.1)                        | 13.0 (55.4)                       | 15.7 (60.3)                       | 13.8 (56.8)                       | 7.8 (46.0)                        | 1.3 (34.3)                        | −7.0 (19.4)                       | −14.0 (6.8)                       | 0.4 (32.8)                        |
| 平均降水量 mm（）                 | 1.6 (0.06)                        | 2.6 (0.10)                        | 10.2 (0.40)                       | 17.8 (0.70)                       | 33.4 (1.31)                       | 57.0 (2.24)                       | 101.0 (3.98)                      | 90.0 (3.54)                       | 56.0 (2.20)                       | 21.1 (0.83)                       | 6.1 (0.24)                        | 1.7 (0.07)                        | 398.5 (15.67)                     |
| 平均相對濕度（％）                | 52                                | 47                                | 44                                | 39                                | 42                                | 52                                | 68                                | 73                                | 66                                | 58                                | 53                                | 53                                | 54                                |
| 来源：中国气象数据网              |                                   |                                   |                                   |                                   |                                   |                                   |                                   |                                   |                                   |                                   |                                   |                                   |                                   |

## 政治

### 现任领导
| 机构     | · 中国共产党 · 朔州市委员会 | 朔州市人民代表大会 常务委员会 | 朔州市人民政府    | · 中国人民政治协商会议 · 朔州市委员会 |
| 职务     | 书记                        | 主任                          | 市长              | 主席                                  |
| -------- | --------------------------- | ----------------------------- | ----------------- | ------------------------------------- |
| 姓名     | 王帅红                      | 冯云龙                        | 吴秀玲（女）      | 张立新                                |
| 民族     | 汉族                        | 汉族                          | 汉族              | 汉族                                  |
| 籍贯     | 山西省稷山县                | 山西省宁武县                  | 山西省文水县      | 山西省定襄县                          |
| 出生日期 | 1973年8月（51歲）           | 1964年10月（60歲）            | 1971年1月（54歲） | 1966年9月（58歲）                     |
| 就任日期 | 2024年12月                  | 2015年12月                    | 2021年2月         | 2021年2月                             |

### 历任领导
| 市委书记 - 阎赞尧（1989年1月－1990年2月） - 刘泽民（1990年2月－1992年7月） - 薛军（1992年7月－1995年12月） - 金银焕（1995年12月－2000年2月） - 来玉龙（2000年2月－2001年10月） - 梁滨（2001年10月－2003年2月） - 阎沁生（2003年2月－2006年2月） - 高建民（2006年2月－2006年11月） - 王雅安（2006年11月－2008年2月） - 田喜荣（2008年2月－2011年1月） - 王茂设（2011年2月－2013年2月） - 王安庞（2013年2月－2017年12月） - 陈振亮（2018年1月－2021年1月） - 熊燕斌（2021年2月－2021年8月） - 姜四清（2021年8月－2024年12月） - 王帅红（2024年12月－） | 市长 - 吕日周（1989年3月－1990年2月） - 董福山（1990年2月－1993年3月） - 曹振声（1993年3月－1994年7月） - 王振宇（1994年7月－1996年4月） - 来玉龙（1996年4月－2000年2月） - 阎沁生（2000年2月－2003年1月） - 张建欣（2003年1月－2006年2月） - 田喜荣（2006年2月－2008年2月） - 冯改朵（2008年2月－2012年1月） - 李正印（2012年1月－2013年9月） - 李海渊（2013年9月－2016年7月） - 刘志宏（2016年8月－2017年5月） - 陈振亮（2017年5月－2017年12月） - 高键（2018年1月－2019年12月） - 熊燕斌（2019年12月－2021年2月） - 吴秀玲（2021年2月－） |

### 行政区划
朔州市现辖2个市辖区、3个县，代管1个县级市。
- 市辖区：朔城区、平鲁区
- 县级市：怀仁市
- 县：山阴县、应县、右玉县

## 人口
截至2022年末，朔州市常住人口159.07万人，比上年末增加309人。全年全市出生人口0.97万人，人口出生率6.11‰；死亡人口1.15万人，死亡率7.2‰。
根据2020年第七次全国人口普查，全市常住人口为1,593,444人。同第六次全国人口普查的1,714,857人相比，十年共减少了121,413人，下降7.08%，年平均增长率为-0.73%。其中，男性人口为826,012人，占总人口的51.84%；女性人口为767,432人，占总人口的48.16%。总人口性别比（以女性为100）为107.63。0－14岁的人口为273,994人，占总人口的17.2%；15－59岁的人口为1,029,198人，占总人口的64.59%；60岁及以上的人口为290,252人，占总人口的18.22%，其中65岁及以上的人口为199,294人，占总人口的12.51%。居住在城镇的人口为985,435人，占总人口的61.84%；居住在乡村的人口为608,009人，占总人口的38.16%。

### 民族
全市常住人口中，汉族人口为1,590,707人，占99.83%；各少数民族人口为2,737人，占0.17%。与2010年第六次全国人口普查相比，汉族人口减少122,623人，下降7.16%，占总人口比例下降0.08个百分点；各少数民族人口增加1,210人，增长79.24%，占总人口比例增加0.08个百分点。

## 经济
朔州是新兴的工业基地，兼有电力、机械、化工、建材、陶瓷、食品等行业。农业有粮食种植、果树栽培、油料种植、牧业、渔业。
朔州市内重要的工业企业有平朔煤业、神头发电厂等。

## 交通

### 市内公共交通
市内环城公交车有南环和北环，公交公司汽车有1、2、3、5、6、7、8、9、11路。车费为1元。

### 公路铁路

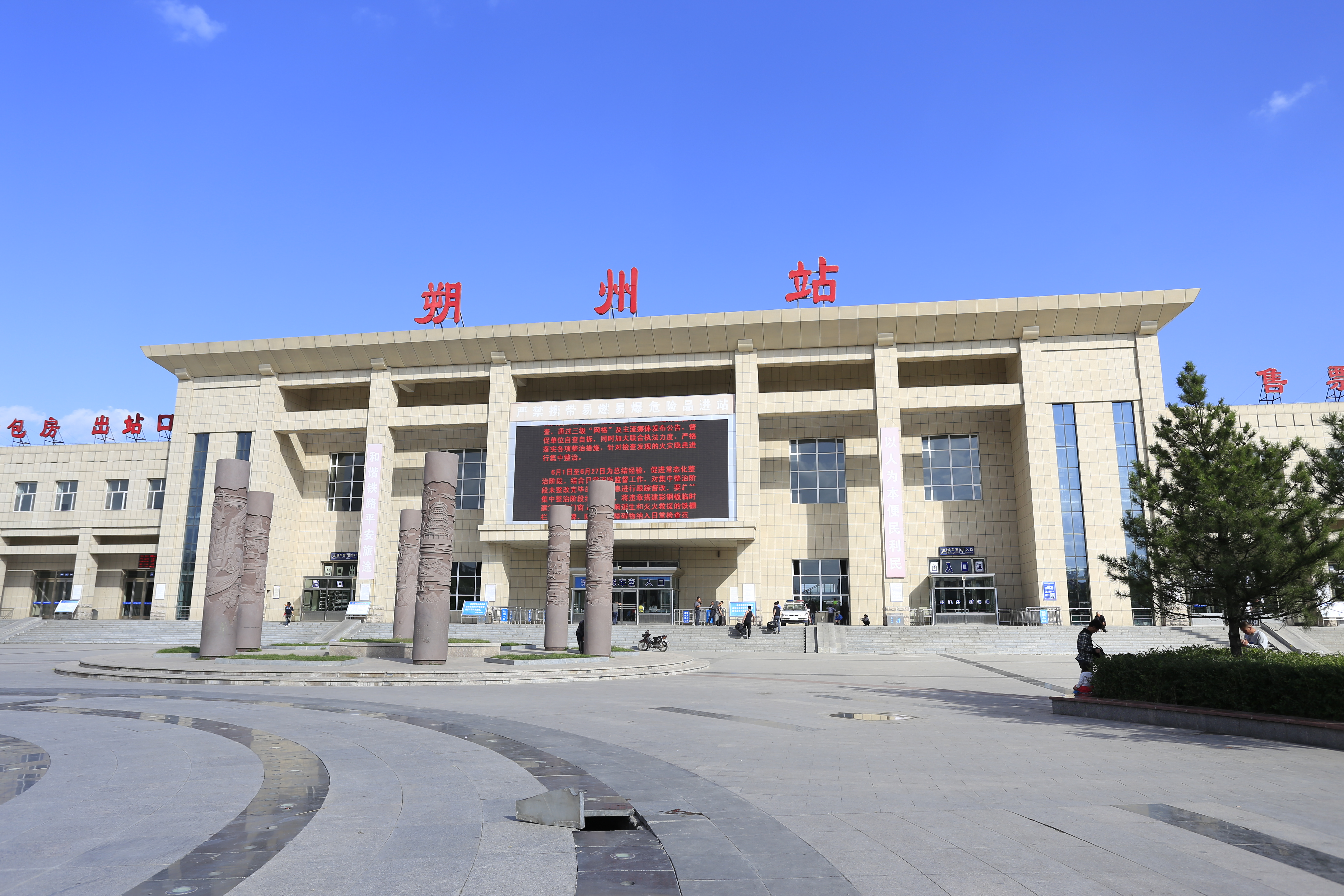
朔州火车站

北同蒲铁路电气化复线、大运二级公路、神朔铁路、朔黄铁路、 241国道、 336国道、平万公路、朔蔚公路和连接 京大高速公路的大运高速公路纵贯境内，铁路专用线和公路干线纵横交错，县乡公路四通八达，是山西省第一个实现乡乡通油路的地级市。

### 航空
旧的平朔机场已于2003年撤消。现在改为汽车驾驶培训学校。
新的[朔州滋润机场]]已于2023年投入使用，现存上海、天津和长沙三条航线。

## 文化

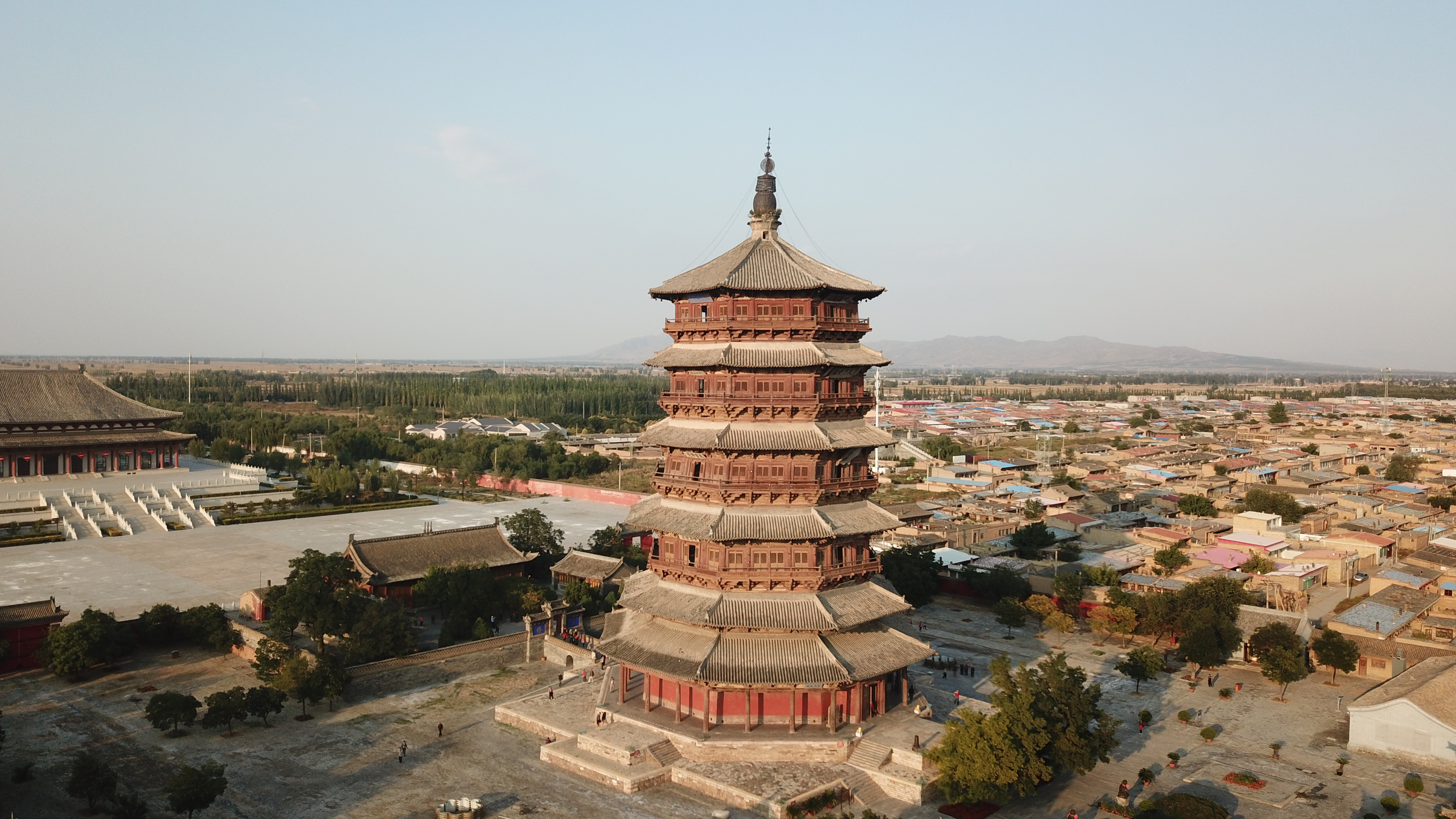
位于朔州应县的佛宫寺释迦塔，被认为是中国现存最古老的木制佛塔建筑

### 全国重点文物保护单位
- 佛宫寺释迦塔
- 崇福寺
- 广武汉墓群
- 净土寺
- 广武城

### 名胜古跡
- 应县木塔
- 峙峪遗址
- 马邑汉墓群

### 民俗与艺术
- 旺火
- 骡驮轿
- 耍孩儿
- 右玉道情

## 教育

### 高等教育
朔州境内共四所高校（一所本科，三所专科类大专高职院校）
- 山西工学院（原太原理工大学现代科技学院）
- 朔州师范高等专科学校
- 朔州职业技术学院
- 朔州陶瓷职业技术学院

### 基础教育
代表性学校：
- 朔州市一中
- 朔州市二中
- 朔州市实验学校
- 朔城区一中
- 敬德实验中学
- 怀仁一中
- 应县一中
- 元博中学
- 李林中学
- 开发区实验中学
- 民福中学、昱仁中学